# Yina Moe-Lange
Yina Moe-Lange (ur. 22 maja 1993 w Tokio) – duńska narciarka alpejska pochodzenia japońskiego. Od 4 roku życia mieszka w Stanach Zjednoczonych, a od 2005 r. w miejscowości Sammamish. Raz wystąpiła w zawodach Pucharu Świata, 1 grudnia 2013 roku w amerykańskim Beaver Creek, nie zakwalifikowała się do drugiego przejazdu giganta.
Yina Moe-Lange, jako jedyna narciarka alpejska, reprezentowała Danię na Zimowych Igrzyskach Olimpijskich 2010. Wystartowała w dwóch konkurencjach narciarstwa alpejskiego: slalomie i slalomie gigancie kobiet. W pierwszej z tych konkurencji zajęła 52. miejsce, a w drugiej 47. pozycję.

## Osiągnięcia

### Igrzyska olimpijskie
| Miejsce | Dzień     | Rok  | Miejscowość | Konkurencja | Czas biegu | Strata | Zwycięzca           |
| ------- | --------- | ---- | ----------- | ----------- | ---------- | ------ | ------------------- |
| 47.     | 25 lutego | 2010 | Whistler    | Gigant      | 2:27,11    | +16,56 | Viktoria Rebensburg |
| 52.     | 26 lutego | 2010 | Whistler    | Slalom      | 1:42,89    | +21,81 | Maria Riesch        |

### Mistrzostwa świata
| Miejsce | Dzień     | Rok  | Miejscowość       | Konkurencja | Czas biegu | Strata | Zwyciężczyni   |
| ------- | --------- | ---- | ----------------- | ----------- | ---------- | ------ | -------------- |
| 61.     | 12 lutego | 2015 | Vail/Beaver Creek | Gigant      | 2:19,16    | —      | Anna Fenninger |

### Mistrzostwa świata juniorów
| Miejsce | Dzień     | Rok  | Miejscowość   | Konkurencja | Czas biegu | Strata | Zwycięzca            |
| ------- | --------- | ---- | ------------- | ----------- | ---------- | ------ | -------------------- |
| 34.     | 2 lutego  | 2011 | Crans-Montana | Gigant      | 2:28,27    | +14,87 | Sara Hector          |
| 37.     | 3 lutego  | 2011 | Crans-Montana | Slalom      | 1:40,32    | +17,41 | Jessica Depauli      |
| 32.     | 5 lutego  | 2011 | Crans Montana | Supergigant | 1:28,23    | +6,62  | Elena Curtoni        |
| DNS1    | 21 lutego | 2013 | Québec        | Slalom      | 1:52,10    | —      | Magdalena Fjällström |